# Franz von Kulmer

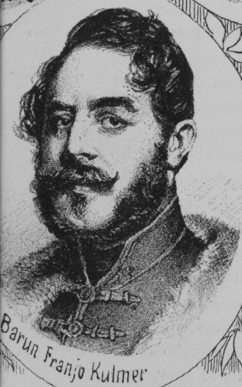
Franz von Kulmer

Franz (Franjo) Ferdinand Freiherr Kulmer von Rosenpichl und Hohenstein (* 3. Februar 1806 in Agram; † 16. November 1853 in Wien) war ein kroatischer Adliger, der eine wichtige Rolle im Kaisertum Österreich um die Zeit der Revolution 1848/49 spielte.

## Leben
Franz (Franjo) von Kulmer war ein Sohn Ferdinands Freiherr von Kulmer aus dessen Ehe mit Josepha Gräfin Orsich. Er besuchte ab 1814 das Theresianum Wien. Anschließend studierte er Jura an der Wiener Universität und trat nach einer Abschlussprüfung in Budapest 1830 in den Staatsdienst bei der Ungarischen Hofkanzlei in Wien ein. 1836 kehrte er nach Agram zurück. Er trat 1842 der Illyrischen Partei bei (ab 1843 Narodna stranka = „Volkspartei“). Auf dem Ungarischen Landtag 1843 in Preßburg lehnte er die Einführung der ungarischen Amtssprache in den kroatischen Gebieten entschieden ab. Auf der Komitatsversammlung des Komitats Agram 1844 bediente er sich deswegen demonstrativ der kroatischen anstatt der lateinischen Sprache. 1845 wurde er Gespan dieses Komitats. Für die Narodna stranka waren seine guten Beziehungen zum Wiener Hof Grund, ihn oft als Vermittler zwischen den nationalen Kroaten und Wien auftreten zu lassen, seine politische Haltung war dabei streng legitimistisch. Von 1845 an bemühte er sich weitgehend erfolglos, eine Aussöhnung der Narodna stranka mit der ungarisch-kroatischen Partei herbeizuführen. Der Sabor berief ihn 1848 auf Vorschlag von Ban Joseph Jelačić von Bužim zum Vertreter beim Wiener Hof. Am 2. Dezember 1848 wurde er als Minister ohne Portefeuille für Kroatien mit Sitz und Stimme in den Ministerrat (Ministerium Schwarzenberg) aufgenommen. Er geriet aber immer mehr in Gegensatz zur offiziellen kroatischen Politik und unterstützte die Oktroyierte Märzverfassung vom 4. März 1849. So war er von 1851 an Handelsminister des Kaisertums Österreich bis zu seiner Erkrankung und seinem Selbstmord in geistiger Umnachtung im Jahr 1853.

## Ehrungen
- Orden der Eisernen Krone 1. Klasse